# (17907) Danielgude
(17907) Danielgude (1999 FQ33) – planetoida z grupy pasa głównego asteroid okrążająca Słońce w ciągu 4,04 lat w średniej odległości 2,53 j.a. Odkryta 19 marca 1999 roku.